# Бертло, Пьер
Пье́р Бертло́ (фр. Pierre Berthelot), в монашестве Диони́сий Рождества́ (фр. Denis de la Nativité, 12 декабря 1600, Онфлёр, Нормандия, Королевство Франция — 29 ноября 1638, Банда-Ачех, султанат Ачех) — блаженный Римско-католической церкви, священник-босой кармелит (O.C.D.), мученик.
Пьер Бертло был штурманом и картографом на службе у короля Португалии в Азии. В монастыре босых кармелитов в Гоа он принял монашеский постриг, взяв новое имя Дионисия Рождества. Позднее был рукоположен в сан священника. Убит в Банда-Ачех, столице султаната Ачех на Суматре, где находился в составе дипломатической миссии Португальской колониальной империи. В 1900 году римский папа Лев XIII причислил его к лику блаженных.

## Биография

### Моряк
Пьер Бертло родился в Онфлёре 12 декабря 1600 года. Он был вторым ребёнком капитана торгового судна Пьера Бертло от Флери, урожденной Морен. Первое морское путешествие совершил в 1612 году, в возрасте двенадцати лет. В 1619 году вышел в море на торговом судне «Л’Эсперанс» (фр. l'Espérance), направлявшимся на Дальний Восток за пряностями. Корабль французов был захвачен конкурирующими с ними голландцами. Пьеру удалось бежать на лодке с несколькими товарищами и доплыть до Малакки, колонии португальцев.
Владение португальским языком и знание местного фарватера позволили ему поступить на службу во флот короля Португалии. Вскоре он выучил и малайский язык. В 1626 году во главе флотилии из малых галер, оснащенных артиллерией, Пьер исследовал острова и побережье юго-восточной Азии, создав подробные карты.
В 1629 году он прибыл в Гоа, колонию португальцев в Индии, губернатор которой, Нуну Альвареш-Ботельо, назначил его штурманом в экспедиции по снятию осады с Малакки. Город был осажден ачехцами на суше и на море, при поддержке голландцев. Пьер повёл эскадру португальцев из 30 судов против флота ачехцев из 30 больших галер и 300 других судов. Он спланировал ночную атаку, итогом которой стала полная победа португальцев; ачехцы капитулировали. В отместку, португальцы напали на крепость голландцев Хифера, расположенную недалеко от Малакки. Захватив форт, они также уничтожили два корабля флота голландцев. По возвращении в Гоа, Пьер Бертло был посвящён вице-королём Индии в рыцари и получил официальное звание главного штурмана и королевского космографа.
В 1631 году он снова возглавил эскадру португальцев из 28 судов, направившуюся на Занзибар и вернувшую остров во владения Португальской колониальной империи.

### Монах
В том же 1631 году духовником Пьера стал священник-босой кармелит Филипп Святейшей Троицы, родом из Авиньона, преподававший философию в монастыре босых кармелитов в Гоа. Под влиянием бесед с ним Пьер прервал морскую карьеру и поступил послушником в этот монастырь. 24 декабря 1634 года он принёс монашеские обеты и взял новое имя Дионисия Рождества.
Ещё однажды, по просьбе вице-короля, ему пришлось участвовать в боевых действиях. В 1636 году флот голландцев блокировал порт Гоа. Дионисий Рождества принял командование над эскадрой португальцев. Сражение продолжалось в течение двух дней. В итоге португальцы победили голландцев.
После этого он вернулся в монастырь, где продолжил изучение теологии и философии. 24 августа 1638 года Дионисий Рождества был рукоположен в сан священника.

### Смерть
В 1638 году Педру да Сильва, вице-король Португальской Индии решил заключить мир с Искандаром Тани, султаном Ачеха (исламского государства на острове Суматра и части Малаккского полуострова). С этой целью он направил в Банда-Ачех посольство во главе с Франсишку де Соза де Каштру, бывшим губернатором Португальской Малакки. Главе миссии удалось убедить руководство босых кармелитов в Гоа отправить с ним Дионисия Рождества в качестве штурмана. В состав посольства также вошёл монах-босой кармелит Редемпт Креста.
Вскоре после выхода из порта Гоа в сентябре 1638 года, три португальские галеры были атакованы двумя голландскими кораблями. Во время завязавшегося боя Дионисий Рождества был тяжело ранен, но поправился.
Посольство прибыло в Банда-Ачех в октябре 1638 года. Вначале султан отнёсся к португальцам благосклонно, но под влиянием голландцев, убедивших его в неискренности прибывших, арестовал всех членов дипломатической миссии. Некоторых членов посольства освободили, но не христиан, от которых потребовали перехода в ислам. Вслед за отказом они сначала были обращены в рабство, а затем 29 ноября 1638 года приговорены к смертной казни.
Их привели на пустынное место у берега моря. Стоя с крестом в руках, Дионисий Рождества поддерживал товарищей в мученичестве. Христиан расстреливали из луков и пронзали копьями, и затем им перерезали горло. Дионисий Рождества был убит последним. Его растоптали слонами и рассекли голову ятаганом. По приказу султана тела монахов были утоплены в море.

## Почитание
Дионисий Рождества и Редемпт Креста были причислены к лику блаженных римским папой Львом XIII 10 июня 1900 года. Они стали первыми мучениками у кармелитов, которые были прославлены Церковью. Литургическая память им совершается 29 ноября.